# Ugum
Ugum è il fiume più lungo dell'isola di Guam. Il 95% del fiume viene sfruttato per la vegetazione. Nasce a 374 metri d'altitudine circa sulla vetta più alta dell'isola, il Monte Bolanos, e sfocia nell'Oceano Pacifico.